# Peter Inge

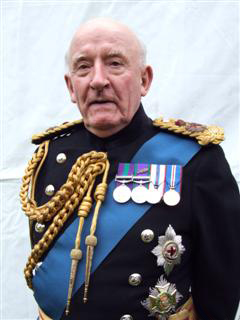
Feldmarschall Lord Inge, 2007

Wappen des Lord Inge

Peter Anthony Inge, Baron Inge KG GCB PC DL (* 5. August 1935; † 20. Juli 2022) war ein britischer Feldmarschall, der zuletzt von 1994 bis 1997 Chef des Verteidigungsstabes der Streitkräfte des Vereinigten Königreichs war. Von 1997 bis April 2016 war er als Life Peer Mitglied des House of Lords.

## Leben

### Offizier und Stabsoffizier
Nach dem Schulbesuch begann Inge seine militärische Laufbahn und trat 1954 als Soldat in das Infanterieregiment der Green Howards ein, in dem er in Hongkong, der Föderation Malaya, der Bundesrepublik Deutschland, Libyen und Nordirland diente. Am 27. Juli 1958 wurde er zum Leutnant befördert. Nachdem er zwischen 1960 und 1961 Aide-de-camp des Befehlshabers (General Officer Commanding) der 4. Infanteriedivision war und am 27. Juli 1962 zum Hauptmann befördert wurde, fungierte er zwischen 1963 und 1964 als Adjutant des Chefs des 1. Bataillon der Green Howards.
1966 absolvierte Inge das Staff College Camberley und fand danach zwischen 1967 und 1969 Verwendung im Verteidigungsministerium, ehe er bis 1970 Kompaniechef im 1. Bataillon der Green Howards war. Nach einem Studium am Joint Services Staff College (JSSC) 1971 wurde er Major in der 11. Panzerbrigade und dort am 31. Dezember 1972 zum Oberstleutnant befördert. Zwischen 1973 und 1974 war er Instrukteur am Staff College und war dann im Anschluss bis 1977 Kommandeur (Commanding Officer) des 1. Bataillons der Green Howards, wo er am 1. Dezember 1976 zum Oberst befördert wurde. Danach war er von 1977 bis 1979 Kommandant der sogenannten „Junior Division“ der Generalstabsschule.

### General
Nach seiner Beförderung zum Brigadegeneral am 31. Dezember 1979 war Inge zwischen 1979 und 1981 Kommandeur der 4. Panzerbrigade und damit der Task Force C der Rheinarmee. Im Anschluss fungierte er von 1982 bis 1983 als Stabschef des I. Korps und war danach vom 12. Januar 1984 bis 1986 General Officer Commanding des Nordostbezirks sowie Kommandeur der 2. Infanteriedivision in York. Zugleich war er  von 1982 bis 1994 Oberst der Green Howards. In dieser Zeit erfolgte am 16. April 1984 seine Beförderung zum Generalmajor und später zwischen 1986 und 1987 die Verwendung als Generaldirektor für Logistikpolitik des Heeres im Verteidigungsministerium.
Am 8. August 1987 wurde Inge, der 1988 als Knight Commander des Order of the Bath geadelt wurde und fortan den Namenszusatz „Sir“ führte, zum Generalleutnant befördert und zum Kommandierenden General des I. Korps ernannt. Daneben fungierte er zwischen 1988 und 1996 als Kommandant des Royal Army Physical Training Corps (APTC). Danach erfolgte am 27. Oktober 1989 seine Beförderung zum General sowie seine Ernennung zum Oberbefehlshaber der britischen Rheinarmee. Als solcher war er zugleich bis 1991 Befehlshaber der Northern Army Group (NORTHAG) der NATO.
Im Anschluss wurde Inge, dem 1992 zum Knight Grand Cross des Order of the Bath erhoben wurde, am 21. Februar 1991 Aide-de-camp von Königin Elisabeth II. und behielt diese Funktion bis 1992. 1994 wurde er zudem Deputy Lieutenant von Yorkshire.

### Chef des Verteidigungsstabes und Oberhausmitglied
Am 14. Februar 1992 wurde Inge als Nachfolger von Feldmarschall John Chapple Chef des Generalstabes der British Army und übte dieses Amt bis zu seiner Ablösung durch General Charles Guthrie am 15. März 1994 aus.
Danach erfolgte seine Beförderung zum Feldmarschall. Als solcher wurde er Nachfolger vom Marshal of the Royal Air Force Peter Robin Harding als Chef des Verteidigungsstabes (Chief of the Defence Staff) und behielt diese Funktion, bis er abermals von General Charles Guthrie am 2. April 1997 abgelöst wurde.
Nach seinem Ausscheiden aus dem aktiven Militärdienst wurde Inge, der 1995 Ehrendoktor des Zivilrechts der Newcastle University wurde und zwischen 1996 und 2001 Konstabler des Tower war, durch ein Letters Patent vom 21. Juli 1997 mit dem Titel Baron Inge, of Richmond in the County of North Yorkshire, zum Life Peer erhoben. Kurz darauf erfolgte seine Einführung (Introduction) als Mitglied des House of Lords. Im Oberhaus gehörte er zur Gruppe der sogenannten Crossbencher.
In der Folgezeit war Lord Inge, der 2001 Knight Companion des Hosenbandordens wurde, von 1997 bis 2002 Präsident der Wohltätigkeitsstiftung der Armee (Army Benevolent Fund) und gehörte zugleich als Mitglied dem Aufsichtsrat von Racal Electronics (1997 bis 2000) sowie von Greenlys (1998 bis 1999) an. Des Weiteren war er von 1996 bis 2000 Trustee der Royal Amouries und zwischen 1998 und 2006 Trustee der Historic Royal Palaces sowie von 1998 bis 2006 Mitglied des Rates des Marlborough College und zwischen 1999 und 2006 des Rates des St. George’s House von Windsor Castle.
Lord Inge, der von 2003 bis 2010 Präsident von Pilgrims war und seit 2003 Vorsitzender des Rates von King Edward VII’s Hospital Sister Agnes war, wurde 2004 Privy Councillor. Er war von 2006 bis 2010 Vorsitzender des Aufsichtsrates von Aegis Defence Services und ist seit 2011 wieder Mitglied des Rates von St. George’s House von Windsor Castle.
Am 25. April 2016 trat er gemäß den Regelungen des House of Lords Reform Act 2014 in Ruhestand und schied aus dem House of Lords aus.